# Ya'duraddu
Ya'duraddu (... – XVI secolo a.C.) è stato un re amorreo di Ugarit.